# 山本怡仙
山本 怡仙（やまもと いせん、1828年（文政11年） - 1880年（明治13年）9月12日）は日本の実業家、教育者。幼名は仙次郎、字は等一、通称は平三郎また階、怡仙、怡僲、別に楳堂或いは梅堂逸人とも号した。松井耕雪、松村友松とともに幕末から明治初期にかけて｢府中三人衆｣とも称すべき人物で、府中の文化産業の発展に尽くした功績は甚だ大きい。

## 人物
- 越前府中（現福井県越前市、旧武生市）に生まれた。生家は代々、酢の製造を業とし、｢天王屋｣と称し、領主本多家の御用商人だった。
- 1856年府中に立教館を創設し、その資金を寄付した。
- 1863年福井藩士三岡八郎（由利公正）と相謀り、酢をオランダへ輸出しようとしたが、失敗した。
- 1872年武生進修小学校開校に尽力した。教師、学務員に任ぜられた。
- 1879年北海道に渡り開拓使工業局に勤務した。産業発展策を論じた建白書を提出し、私費をもって越前から三木某外一名を招き、屋根瓦を製造せしめた。月寒村に煉瓦工場を造り、専門の職人を呼び寄せ、札幌の煉瓦製造の基礎を築いた。
- 1880年乗馬で石狩川沿岸の地質調査中落馬し、それが原因となって死去。法名は智光院以信日覚居士。町村金弥が遺骨を郷里の武生へ送りとどけた。

## 家族・親族
- 三女：そと（福井県、士族町村金弥に嫁す）
  - 孫：町村金五（北海道、官僚・政治家）
    - 曾孫：町村信孝（北海道、官僚・政治家）
- 従兄：橘曙覧（越前国、歌人）
  - 従姪孫：井手薫（岐阜県、建築家）